# 大洗鹿島線
大洗鹿島線（日语：／ Ōarai-Kashima sen */?）是一條位於日本茨城縣水戶市的水戶站至鹿嶋市的鹿島足球場站，屬於鹿島臨海鐵道的鐵路線。此線繼承日本鐵道建設公團建設線（北鹿島線）而開業。
PASMO、Suica等的IC卡乘車券無法使用，亦沒有計劃引入。

## 歷史
2024年4月11日，鹿島臨海鐵道向國土交通省關東運輸局申請調漲大洗鹿島線的票價，並於同年的10月1日生效，為該公司時隔29年再度調整票價；而此次票價的平均漲幅為17.7%。

## 路線資料
- 管轄（事業類別）：鹿島臨海鐵道（第一種鐵道事業者）
- 路線距離（營業距離）：53.0公里
- 軌距：1067毫米
- 站數：15個（包括起終點站）
- 複線路段：沒有（全線單線）
- 電氣化路段：沒有（全線非電氣化（日语：非電化））
- 閉塞方式：特殊自動閉塞式（軌道回路檢知式）
- 保安裝置：ATS-SN
- 最高速度：95公里/小時[1]
- 最長隧道：大貫隧道（1380公尺）

## 車站列表
為方便起見，所有列車直通的鹿島足球場－鹿島神宮間也一併記載。
- 所有車站都位於茨城縣
- 軌道（全線單線） … ∨、◇、∧：可進行列車交會，｜：不可進行列車交會
  - ∨：水戶站只限定期列車到發的8號月台可進行列車交會

| 公司         | 路線名     | 中文站名             | 日文站名 | 英文站名 | 營業距離 | 營業距離 | 接續路線                                     | 軌道 | 所在地         |
| 公司         | 路線名     | 中文站名             | 日文站名 | 英文站名 | 站間     | 累計     | 接續路線                                     | 軌道 | 所在地         |
| ------------ | ---------- | -------------------- | -------- | -------- | -------- | -------- | -------------------------------------------- | ---- | -------------- |
| 鹿島臨海鐵道 | 大洗鹿島線 | 水戶                 |          |          | -        | 0.0      | 東日本旅客鐵道：常磐線（上野東京線）、水郡線 | ∨    | 水戶市         |
| 鹿島臨海鐵道 | 大洗鹿島線 | 東水戶               |          |          | 3.8      | 3.8      |                                              | ◇    | 水戶市         |
| 鹿島臨海鐵道 | 大洗鹿島線 | 常澄                 |          |          | 4.5      | 8.3      |                                              | ◇    | 水戶市         |
| 鹿島臨海鐵道 | 大洗鹿島線 | 大洗*                |          |          | 3.3      | 11.6     |                                              | ◇    | 東茨城郡大洗町 |
| 鹿島臨海鐵道 | 大洗鹿島線 | 涸沼                 |          |          | 6.4      | 18.0     |                                              | ｜   | 鉾田市         |
| 鹿島臨海鐵道 | 大洗鹿島線 | 鹿島旭               |          |          | 4.8      | 22.8     |                                              | ◇    | 鉾田市         |
| 鹿島臨海鐵道 | 大洗鹿島線 | 德宿                 |          |          | 3.9      | 26.7     |                                              | ｜   | 鉾田市         |
| 鹿島臨海鐵道 | 大洗鹿島線 | 新鉾田*              |          |          | 4.3      | 31.0     |                                              | ◇    | 鉾田市         |
| 鹿島臨海鐵道 | 大洗鹿島線 | 北浦湖畔             |          |          | 3.9      | 34.9     |                                              | ｜   | 鉾田市         |
| 鹿島臨海鐵道 | 大洗鹿島線 | 大洋                 |          |          | 4.1      | 39.0     |                                              | ◇    | 鉾田市         |
| 鹿島臨海鐵道 | 大洗鹿島線 | 鹿島灘               |          |          | 4.1      | 43.1     |                                              | ｜   | 鹿嶋市         |
| 鹿島臨海鐵道 | 大洗鹿島線 | 鹿島大野             |          |          | 3.0      | 46.1     |                                              | ◇    | 鹿嶋市         |
| 鹿島臨海鐵道 | 大洗鹿島線 | 長者濱潮騷玫瑰公園前 |          |          | 2.3      | 48.4     |                                              | ｜   | 鹿嶋市         |
| 鹿島臨海鐵道 | 大洗鹿島線 | 荒野台               |          |          | 1.7      | 50.1     |                                              | ｜   | 鹿嶋市         |
| 鹿島臨海鐵道 | 大洗鹿島線 | （臨）鹿島足球場     |          |          | 2.9      | 53.0     | 鹿島臨港線（貨物線）                         | ◇    | 鹿嶋市         |
| ※            | 鹿島線     | （臨）鹿島足球場     |          |          | 2.9      | 53.0     | 鹿島臨港線（貨物線）                         | ◇    | 鹿嶋市         |
| ※            | 鹿島線     | 鹿島神宮             |          |          | 3.2      | -        | 東日本旅客鐵道：鹿島線（佐原方向）           | ∧    | 鹿嶋市         |

- ※：鹿島足球場站－鹿島神宮站間為東日本旅客鐵道（JR東日本）
- *為社員配置站。設置與JR東日本同型的POS（日语：駅収入管理システム）終端。
- 設置自動售票機但不是無人站。
- 鹿島足球場站作為貨物站、信號處理所（日语：信号扱所）是常設。

## 外部連結
- 「街ログ／鉄道シリーズ」鹿島臨海鉄道大洗鹿島線（全区間の前面展望動画が視聴可能）（页面存档备份，存于）